# 自炊 (電子書籍)

AtizのV字型ブックスキャナー

書画カメラによる書籍スキャン

電子書籍に関する自炊（じすい）とは、自ら所有する書籍や雑誌をイメージスキャナ等を使ってデジタルデータに変換する行為（デジタイズ）を指す俗語。デジタル化（スキャン）の効率化のために、書籍や雑誌を裁断機やホットプレート、アイロン等で分解する行為までを含む。もともとはP2Pソフトウェアで不特定多数に配布（著作物の場合は、当然著作権侵害となる）目的で書籍を自身でスキャニングするというネットスラングだった。
一方で自身では器材を揃えず、書籍のデータ化作業を他人である業者に依頼することを「スキャン代行」、「自炊代行」と呼ぶ。

## 概要

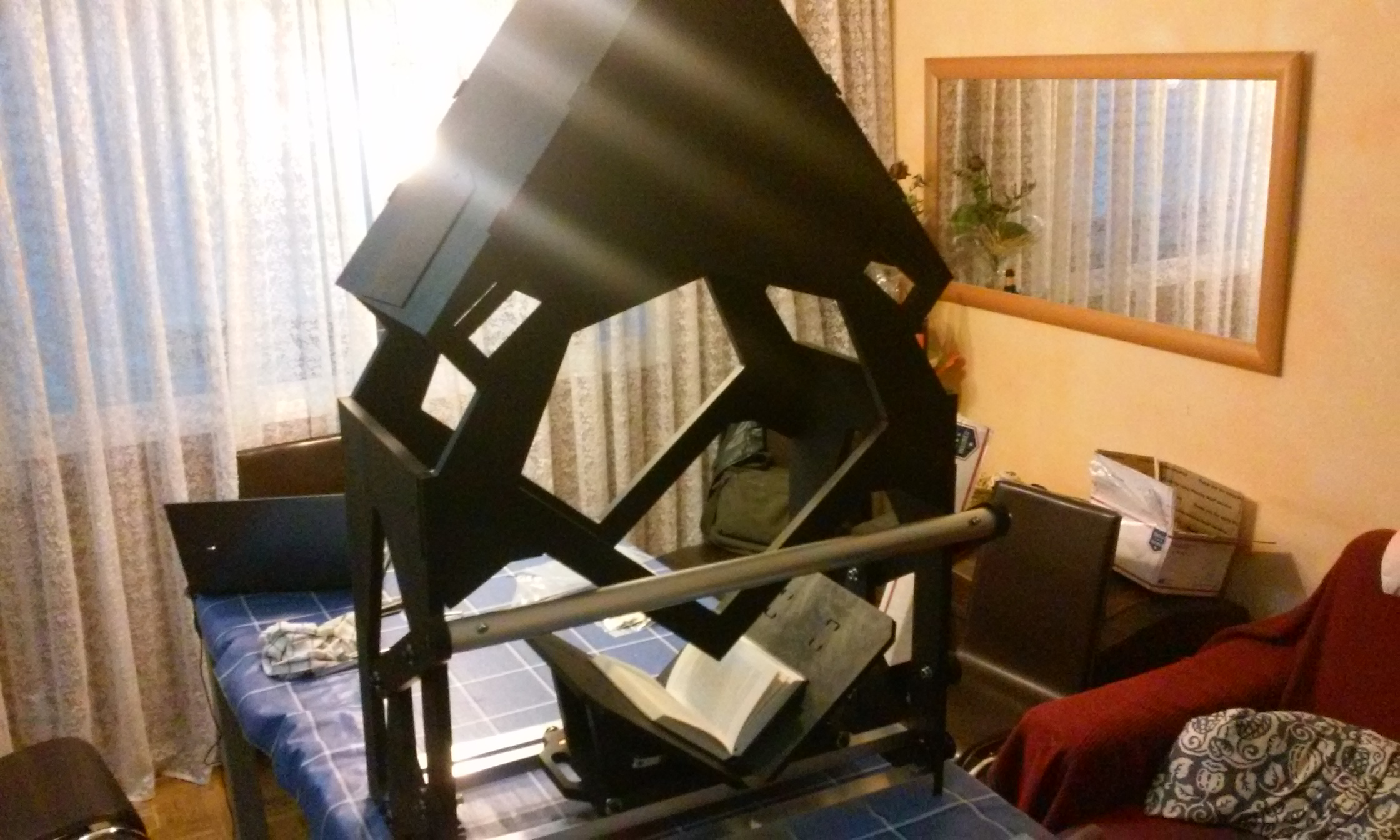
300ドルほどで自作できるブックスキャナーのArchivist

自炊というネットスラングの語源については諸説ある。書籍を「自分で」スキャンしてデータを「吸い出す」という意味で「自吸い」と呼び同音の漢字をあてて「自炊」とした、本をスキャンするために裁断機で裁断したり電子レンジ等で本を綴じている糊を溶かしてバラすことを炊事になぞらえた、等。
メディアが取り上げる背景としてAmazonのKindleやアップルのiPadなどの電子書籍リーダーの登場と、それにあわせて富士通（PFU）やキヤノンなどのメーカーが民生向けのドキュメントスキャナを安価に投入するなどの動きにより個人が「自炊」をする際のハードルが低くなったためである。
電子書籍リーダーやパソコンで読める電子書籍の流通量は紙の書籍・雑誌に比べて少なく、こういった機器の一部の利用者は、自ら保有する紙製の本を「自炊」することでPDFファイル等に作り変え、情報の携帯性と永続性に加えて保管場所の縮小という利便性を得ている。
電子書籍は、簡単に配布したり、複製したり、画面上で読んだりすることができる。一般的なファイル形式は、DjVu、Portable Document Format (PDF)、そしてTagged Image File Format (TIFF)である。生の画像を変換するために、光学式文字認識（OCR）は、書籍のページをASCIIや他の類似のフォーマットのようなデジタルテキスト形式に変換するために使用され、ファイルサイズを縮小し、テキストを再フォーマットしたり、検索したり、他のアプリケーションで処理したりすることが可能である。
日本においてはPFUのドキュメントスキャナScanSnapがPDF（Portable Document Format）とJPEGにしか対応していないことから、自炊したデータのファイル形式は「PDF」もしくは「ZIP圧縮したJPEG」が一般的であるが、圧縮による劣化を避けるためにTIFF（Tagged Image File Format）やBMP（Windows_bitmap）での保存が可能なスキャナを選ぶ人もいる。
イメージスキャナーは、手動や自動化されたものであってもよい。通常の商用イメージスキャナーでは、書籍は平らなガラス板（またはプラテン）の上に置かれ、光と光学アレイはガラスの下で書籍を横切って移動する。手動のブックスキャナーでは、ガラス板がスキャナーの端まで伸びているため、本の背表紙を並べやすくなっている。他のブックスキャナーでは、本をV字型のフレームの中に上に向けて置き、ページを上から撮影していく。ページは手でめくったり、自動化された紙搬送装置でめくることが可能である。ガラスやプラスチックのシートは、通常、ページを平らにするためにページに押し付けられている。
書類や本をデジタル化するのに使用する代表的なスキャナとしては、
- ドキュメントスキャナー：自動で紙を送りながら高速で読み取ることができるスキャナ。
- フラッドヘッドスキャナー：ガラス台の上に書類を置き下から読み取るスキャナ。
- モバイルスキャナー：持ち運びに適したスキャナ。1枚ずつ用紙を差し込むタイプのものと、原稿をなぞって読み取るタイプのものがある。
- オーバーヘッドスキャナー：書類などを上方から写真を撮るように読み取るスキャナ。
- 複合機：スキャナーとプリンターを合わせもった機器で、1台で印刷、コピー、スキャンの機能を持つ。

などがある。
スキャンした後、ソフトウェアは、文書の画像を並べたり、トリミングしたり、画像編集したり、テキストや最終的な電子書籍の形式に変換したりすることで、文書の画像を調整する。通常、人間の校正者がエラーがないかどうかをチェックを行う。
118ドット/センチメートル（300dpi）でのスキャンは、デジタルテキスト出力への変換には十分であるが、希少な、精巧な、そして図解された書籍をアーカイブで再生するために、はるかに高い解像度が使用されることがある。毎時数千ページのハイエンドスキャナーには数千ドルの費用がかかるが、DIY(Do-it-yourself)で毎時1200ページのマニュアルブックスキャナは300ドルほどで構築されている。

## 本を裁断してのスキャン

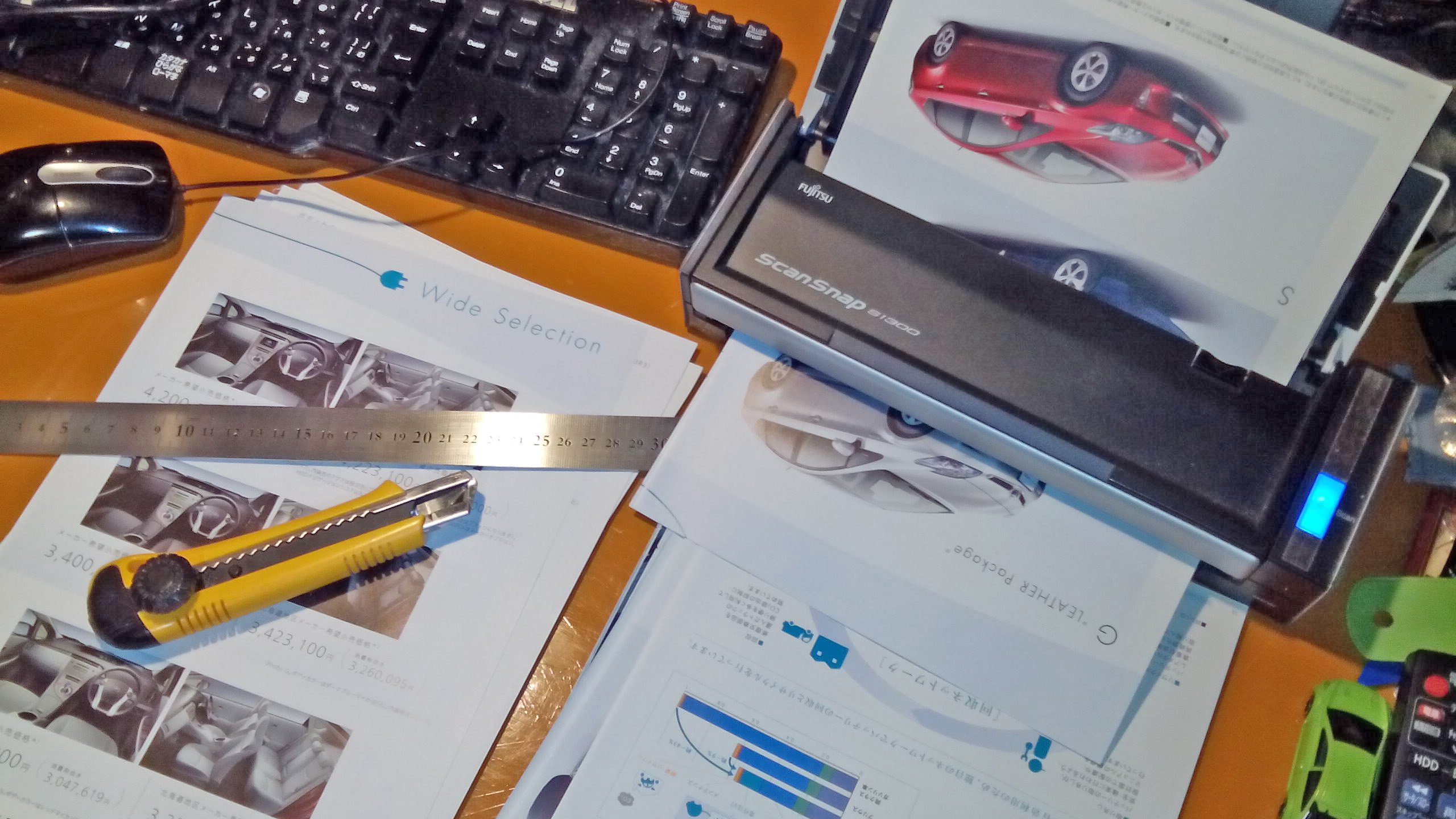
書籍(プリウスPHV(ZVW35) 2011年11月版カタログ)を裁断してデジタルデータ化している様子。スキャナ：富士通(PFU)・ScanSnap S1300

2010年現在、「ドキュメントスキャナ」などと呼ばれる両面読み取りに対応したフィーダー機構付きのイメージスキャナ（ADFスキャナ）が比較的安価になってきているのでスキャン作業は比較的容易になっている。しかし、このADFスキャナは製本された本を直接スキャンすることはできず、本の裁断（分断）作業が不可欠になっている。

### 裁断（分断）
分厚い本の背を裁断するための本格的な業務用電動式裁断機は価格や置き場所などから個人保有は現実的ではないが、手動の裁断機やディスクカッターは1万円から数万円程度で購入できるため、このようなものの利用が進んでいる。裁断以外にも、多くの書籍の製本で採用されている背部分の糊（ホットメルト）をアイロンなどの熱で溶かして分断する方法がある。

### スキャン
きれいにスキャンするには紙質による制約や裏写りなども考慮せねばならず、相応の技術を要する。
不得手な対象媒体
折込まれたページ
光沢を持った紙
裏写りするページ
滑りの悪いあるいは滑りすぎる紙質
また、電子書籍リーダーの多くが書籍・雑誌の片面＝1ページを主に扱うようになっているため、左右の見開きページによるレイアウト（綴じる側の余白が大きくとってある）は電子書籍にとって読みにくくなる傾向がある。

## 非破壊スキャン

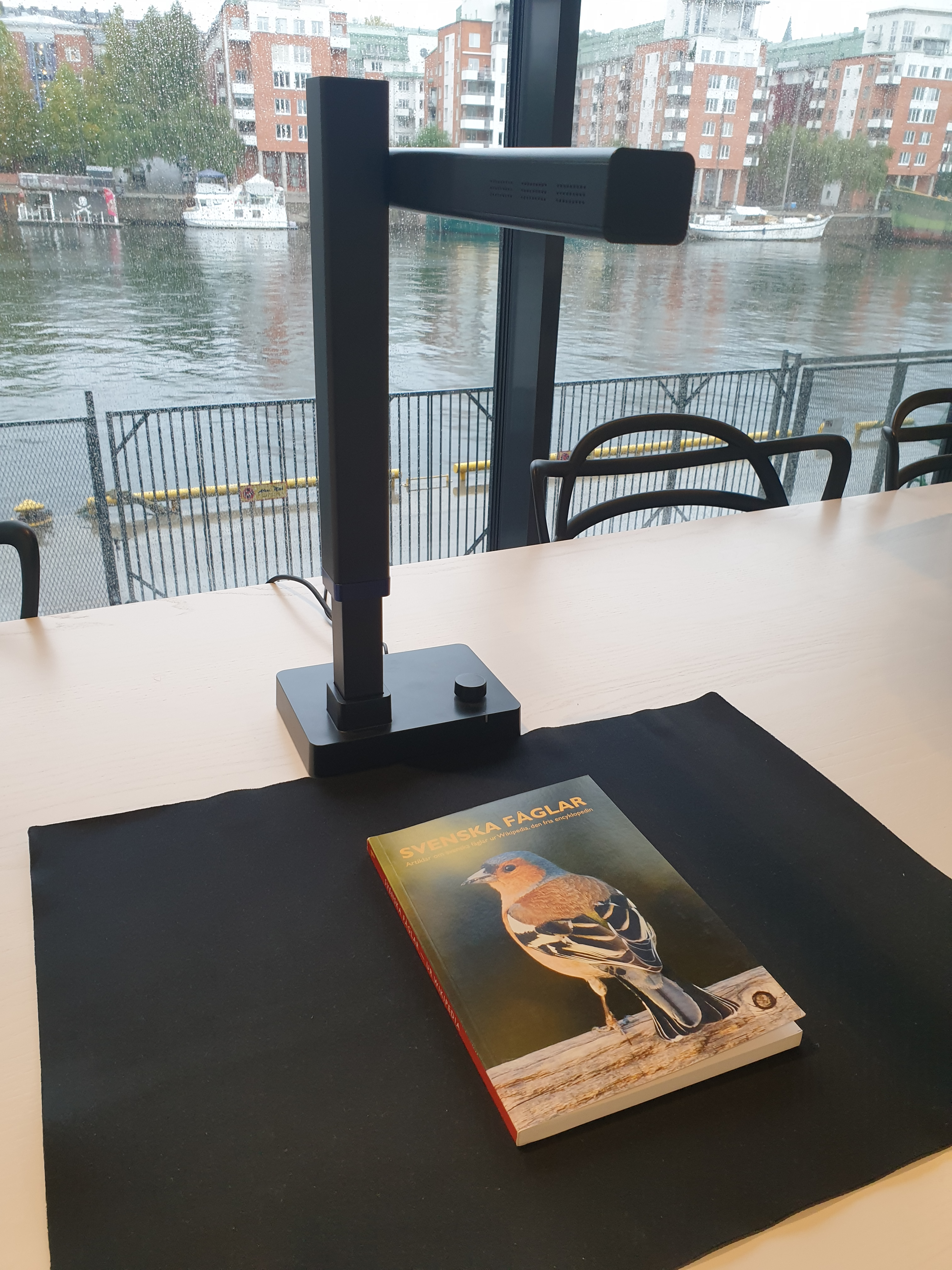
本を開いたときに生じる湾曲を修正する機能を持った非破壊スキャナーのCZUR Shine Ultra。

書画カメラを使用して、製本された書籍を見開きの状態でスキャンする手法も存在する。この場合はページめくりは自動化されず、その分の手間がかかってしまう。しかし、書籍を破壊（裁断）しないで済むという利点があり、古書のような存在そのものに価値のあるものに対してはこの手法が適用される傾向にある。
本を裁断せずに済むため、スキャンしたい本が手元に残り、手軽なため初心者でも使いやすい。その反面、本を180度に開く必要があるため、本の背やページ等にダメージが発生するなどのデメリットも存在する。図書館や学術機関向けに販売されている業務用ブックスキャナは本へのダメージが少なくページ送りも自動で行われるが非常に高価である。
ソフトウェア駆動の機械やロボットが開発され、書籍の内容を保存し、現在の状態のデジタル画像アーカイブを作成するために、製本を解くことなくスキャンすることができるようになってきた。このような最近の傾向は、画像処理技術の向上により、希少な本や壊れやすい本でも短時間で高品質のデジタルアーカイブ画像を撮影できるようになったことに起因している。

最初の完全自動化されたブックスキャナーは、スイスの4DigitalBooks社が製造したDL（デジタル化ライン）スキャナーであった。最初にそれを採用したと知られている機関は、2001年にスタンフォード大学であった。このスキャナは、2001年にビジネスアプリケーション部門のダウ・ジョーンズ・ランナーアップ賞を受賞した。

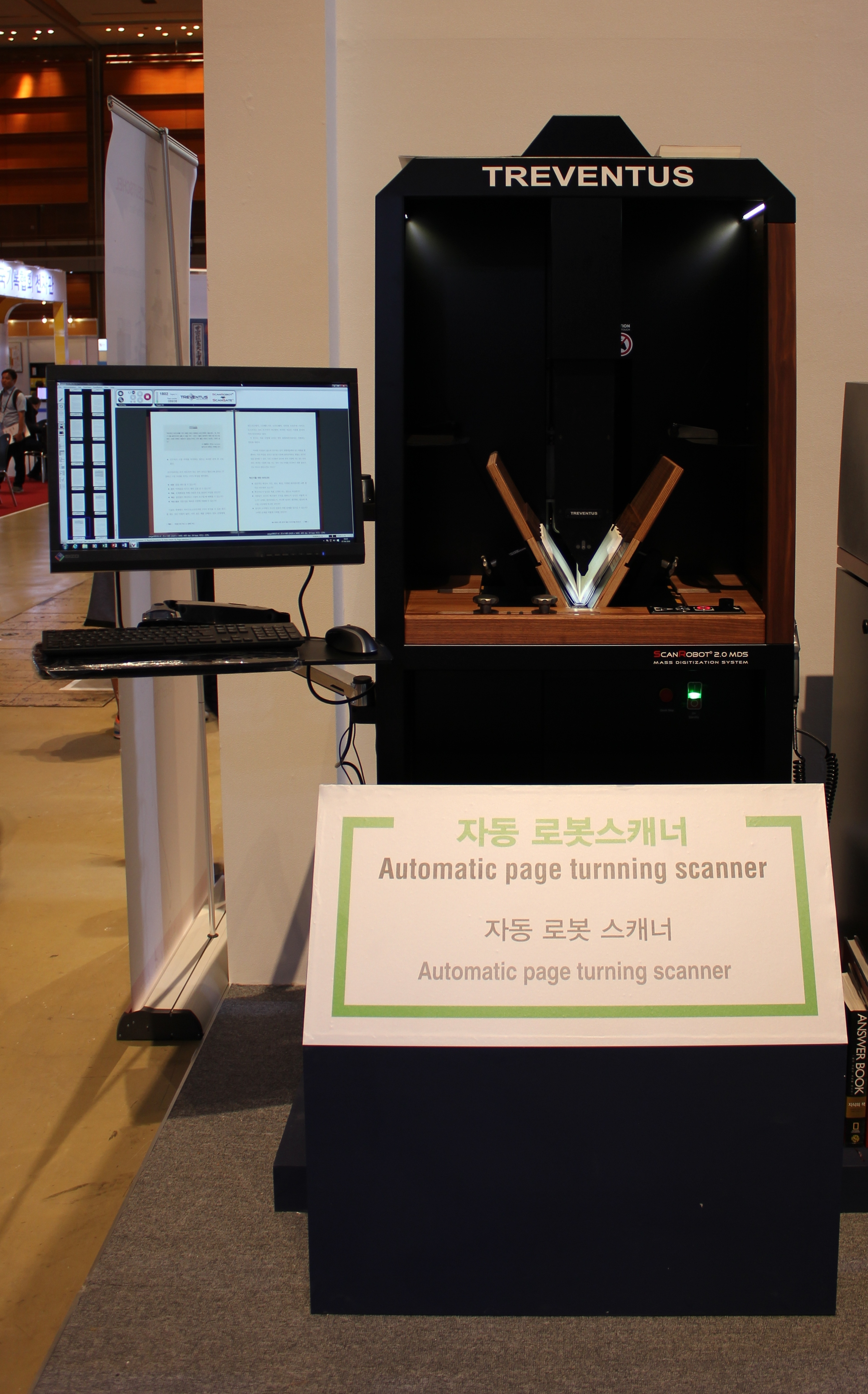
ScanRobot。 60°の開きのある自動非破壊スキャナー。

2007年には、TREVENTUS社が、スキャンのための本の開き角度が60°の自動化されたブックスキャナーを発表した。これは、スキャン中の書籍の保存領域を改善したものである。同社は、ScanRobot®の開発により、欧州連合の「ICT大賞2007」を受賞した。この技術は、バイエルン州立図書館の大規模デジタル化プロジェクトでも使用され、3台のV型スキャナを使用して16世紀の8,900冊の書籍を18ヶ月間でデジタル化した。
ほとんどのハイエンドの商業用ロボットスキャナは、従来の空気と吸引技術を使用しているが、ページをめくるためのバイオニックフィンガーのような代替的なアプローチを使用しているものもある。スキャナーの中には、超音波センサーや光電センサーを利用して、二重ページを検出し、ページのスキップを防止するものもある。1時間に最大2900ページをスキャンできるという報告もあり、ロボットブックスキャナーは大規模なデジタル化プロジェクト向けに特別に設計されている。
グーグルの特許7508978には、ページの三次元形状を検出して自動調整する赤外線カメラ技術がある。東京大学の研究者は、ソフトウェアで湾曲したページの画像を真っ直ぐにできるようにするための3D表面スキャナを含む実験的な非破壊ブックスキャナを所持している。この機械では、作業者がページをめくるのと同じくらいの速さで、1分間に約200ページの本や雑誌をスキャンすることが可能である。これはBFS-Autoとして進展していった。
2013年7月、自動ページ送り機能はないものの、本を裁断せずに読み込める非接触型のスタンドタイプのドキュメントスキャナ「ScanSnap SV600」がPFUより発売された。

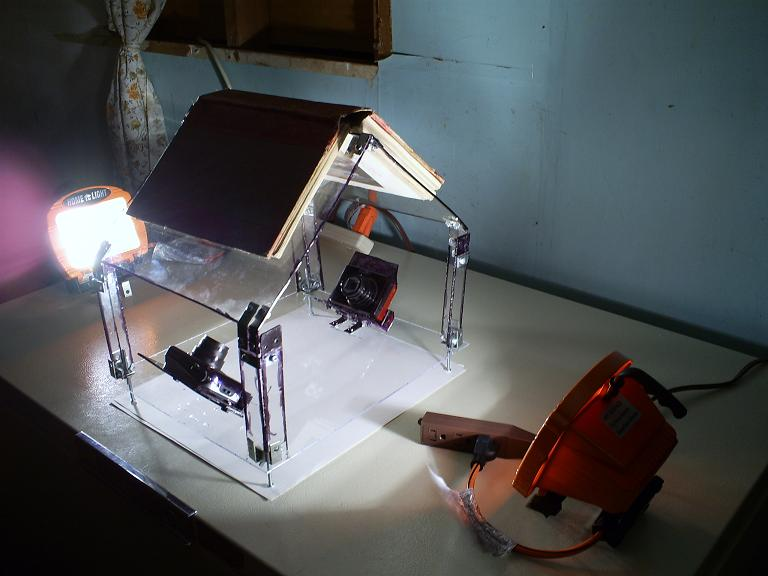
DIYの非破壊型ブックスキャナー/デジタイザーの例。本を下向きに設計し、重力でページを平らにすることができる。
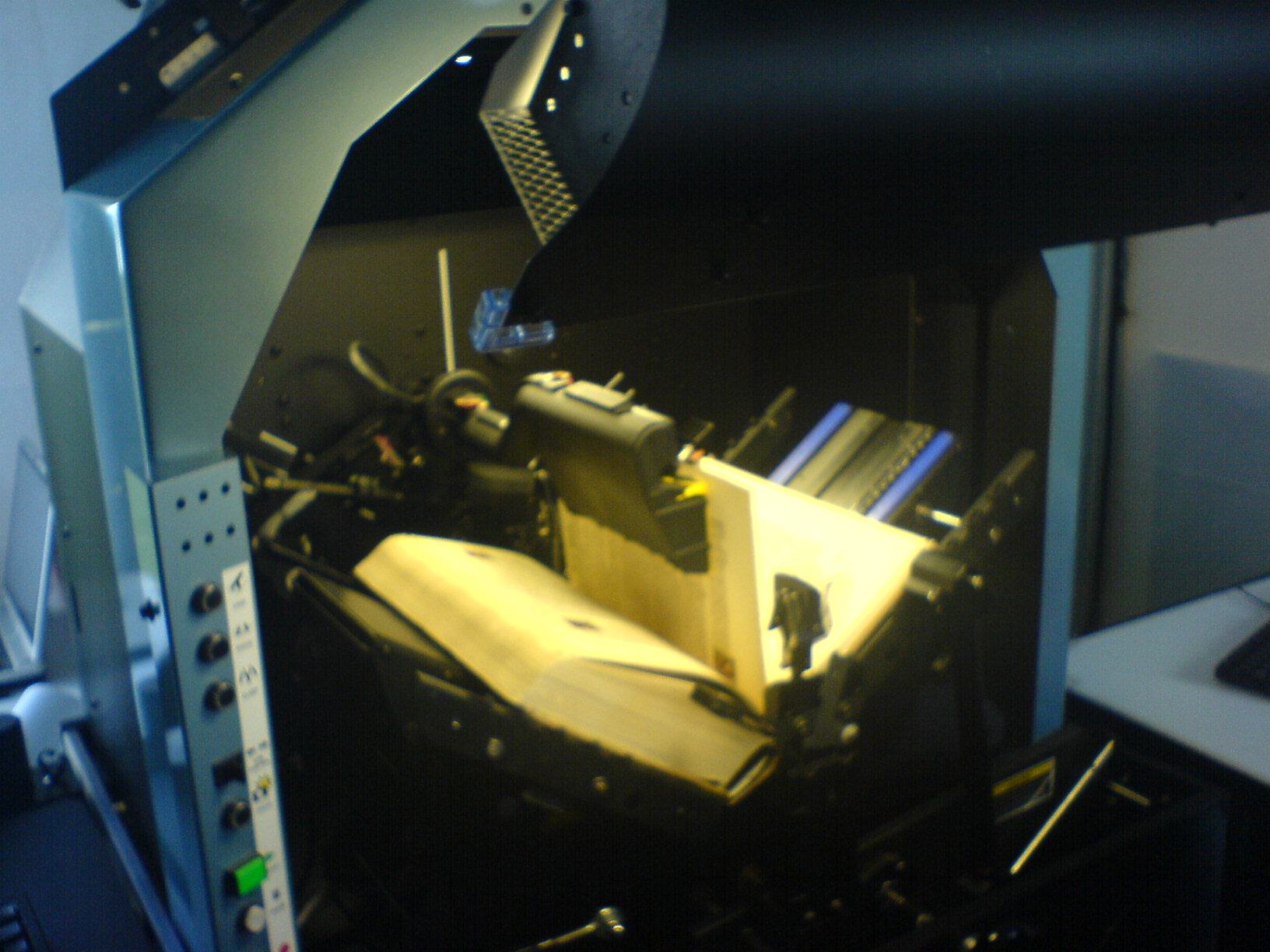
業務用ブックスキャナ
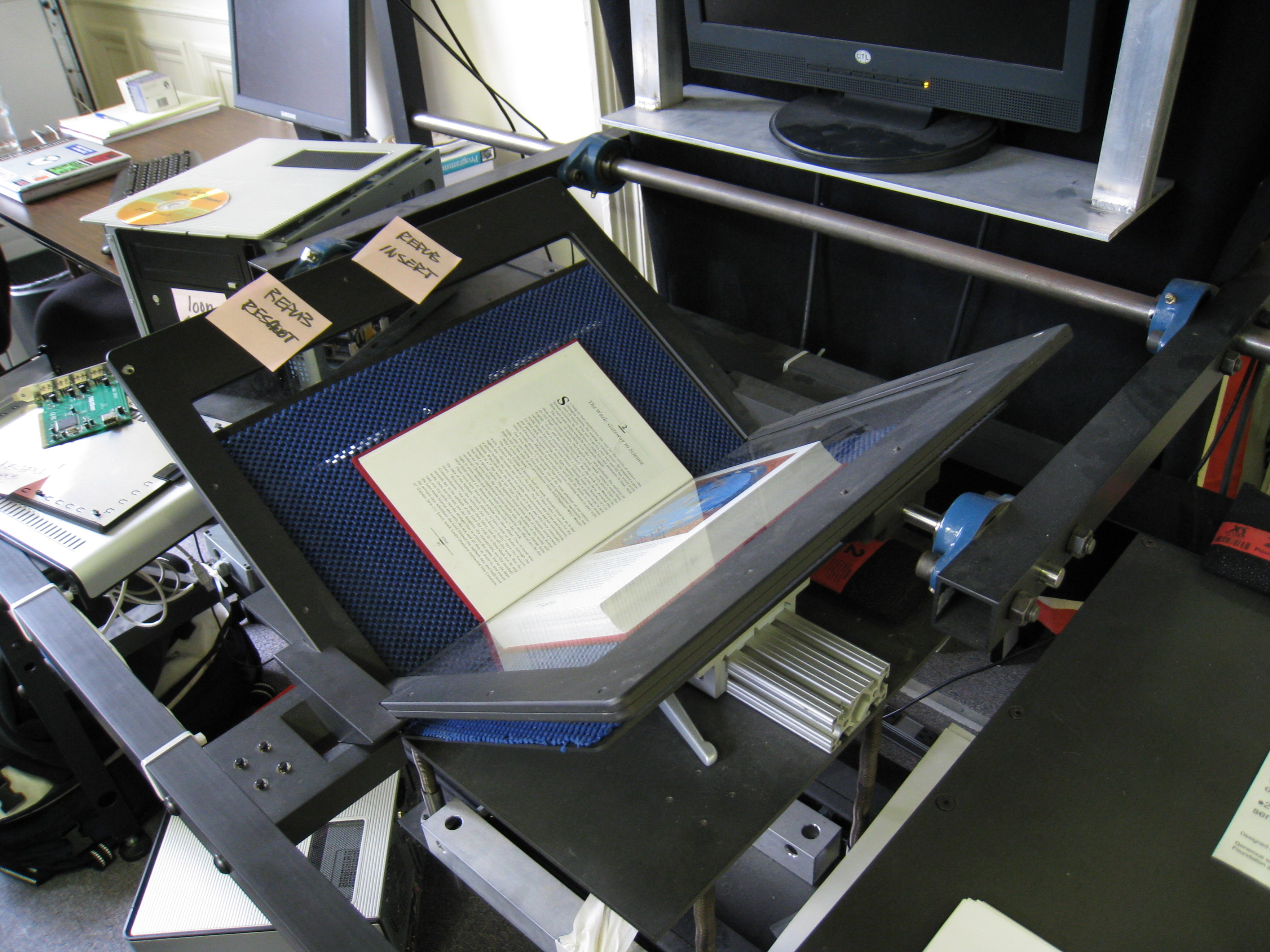
Internet Archiveでのブックスキャナー
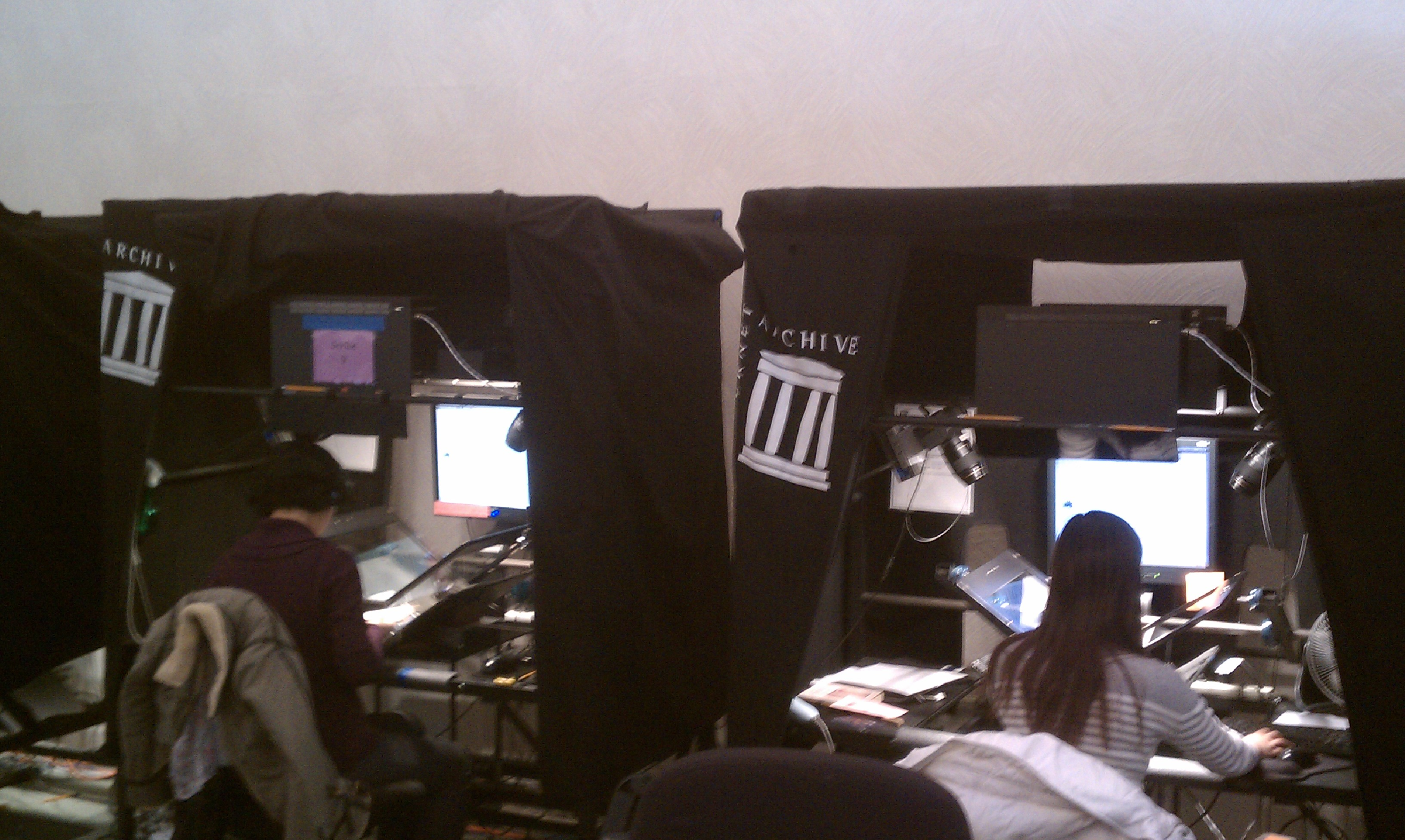
Internet Archiveでのブックスキャン作業
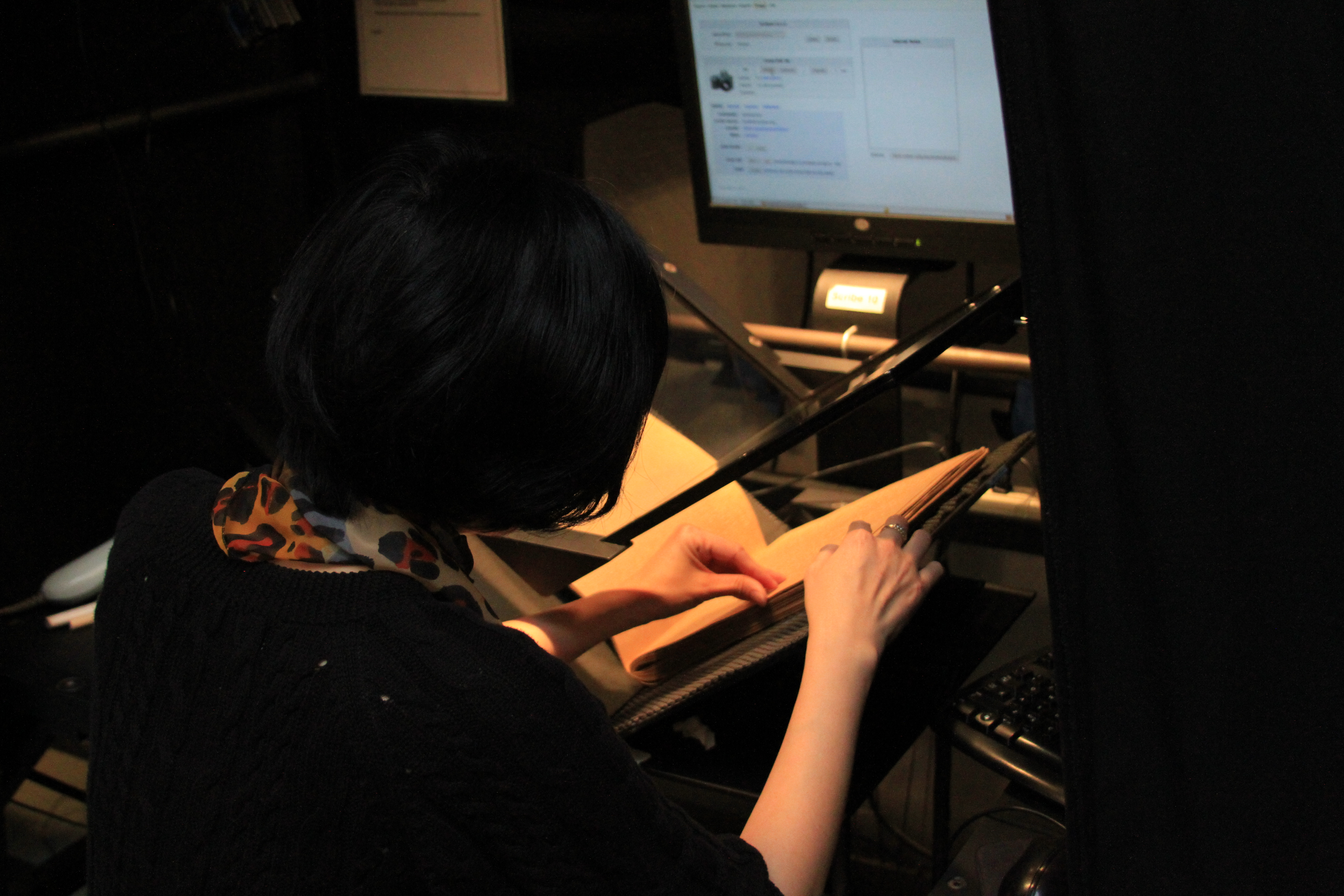
スキャンの合間にページをめくる
- ロボットブックスキャナーDLminiの作動動画

## 「スキャン代行業」の法的問題
自ら所有する書籍を自分で利用するためにデジタル化する行為（いわゆる「自炊」）は、現時点では著作権法上の問題はないとされている。裁断されたオリジナルの本は「自炊」後に破棄されることが多いとされるが、ネットオークションで「裁断済」の本を出品する者もいる。ネットオークションで「裁断済」の本を販売・購入する行為自体は違法行為ではないとされている。
しかし、自炊増加に伴い登場した新業態の「スキャン代行ビジネス」については、著作権との関連で法律的な議論が発生している。スキャン代行サービスが、サービス提供者が明らかに使用主体ではなく、そのうえ、著作権法第30条1項1号「公衆の使用に供することを目的として設置されている自動複製機器を用いて複製する場合」に該当する故、同条が使用者に認める私的使用の範囲を逸脱し、業者の可罰的違法性ならびに依頼主体の違法性が存在するとしている。
代行したかどうかとは無関係だが、スキャンされたデータはコピーが容易で劣化せず、またインターネットに違法アップロードされる危険があるとして、出版業界には電子書籍化行為のビジネスへの影響を懸念する意見がある。出版業者や作家の一部は、業務として書籍を電子化し、依頼者へデータを譲渡するスキャン代行行為は「複製権」を侵害する行為であり、違法である可能性があると主張している。
スキャン代行を拒否することを表明している出版社・著作者の書籍や、権利関係が複雑で表紙と中身が異なることの多い雑誌のスキャンを断る業者もある。

### 訴訟
2011年9月5日付で、日本の大手出版社7社（角川書店、講談社、光文社、集英社、小学館、新潮社、文藝春秋）と作家122人はスキャン代行業者約100社に対し、該当する出版社・著作者の自炊代行ビジネスを継続するか否か、私的利用であることをどのように確認しているか、法人からの発注を拒否しているかどうかを問い質す質問状を一斉に発送し、9月16日までの回答を求めた。質問状に対し一部スキャン代行業者は「あまりにも一方的」などと反発している。
2011年12月20日、上記質問状の回答を元に作家7人（東野圭吾、浅田次郎、大沢在昌、林真理子、永井豪、弘兼憲史、武論尊）がスキャン代行業者2社を東京地方裁判所に提訴したが、業者廃業に伴い同訴訟は2012年5月22日に取り下げられた。再度、2012年11月27日に、スキャン代行業者7社を東京地方裁判所に提訴した。2013年9月30日、「自炊」代行は違法であるとの判決が下った。業者側は控訴したが、2014年10月22日に知的財産高等裁判所は「業者側が事業主体として複製行為を行っており私的複製と解釈することはできない」として控訴を棄却した。

### 協会
2013年3月26日、著作権利者側は、蔵書電子化事業連絡協議会（Myブック変換協議会）を設立。
2013年6月3日、スキャン代行側は、株式会社ブックスキャン・山セ・FIVE GIVES・SGIシステムなど4社で、一般社団法人 日本蔵書電子化事業者協会（JABDA）を設立。
2013年6月14日、蔵書電子化事業連絡協議会（Myブック変換協議会）と日本蔵書電子化事業者協会の間で、「蔵書の電子化における基本方針」が作られた。